# Románd
Románd là một thị trấn thuộc hạt Győr-Moson-Sopron, Hungary. Thị trấn này có diện tích 9,85 km², dân số năm 2010 là 285 người, mật độ 29 người/km².